# ヤンマイエン飛行場
ヤンマイエン飛行場（ヤンマイエンひこうじょう、ノルウェー語: Jan Mayensfield）は、ヤンマイエン島にある飛行場である。
島でノルウェー軍が運営するLORAN局に勤務する要員に対する補給のため、軍の輸送機が年に数回飛来する。